# Tempo di settuagesima
Nella Chiesa cattolica il Tempo di settuagesima (così è chiamato nel Messale di Giovanni XXIII), detto informalmente Tempo di carnevale, è un tempo liturgico a carattere penitenziale presente nel rito romano fino alla riforma liturgica di Paolo VI.

## Caratteristiche
Costituisce una preparazione alla Quaresima; in questo tempo, si iniziava l'astinenza dalle carni nei giorni feriali.
Ha una durata di due settimane e mezzo e termina con il martedì grasso, cioè il giorno prima del Mercoledì delle ceneri. Le domeniche di questo tempo sono anche note con la prima parola dell'introito:
- Domenica di settuagesima "Circumdederunt" (Circumdederunt me gemitus mortis);
- sessagesima "Exsurge" (Exsurge, quare obdormis, Domine);
- quinquagesima "Estomihi" (Esto mihi in Deum protectorem, et in locum refugii, ut salvum me facias).

La domenica di settuagesima, che apre il tempo proprio, può cadere tra il 18 gennaio e il 22 febbraio. Proprio questi due giorni prendono il nome di Chiavi della settuagesima, poiché il tempo non può mai iniziare prima, nel caso del 18 gennaio, o dopo, per il 22 febbraio, di queste due date. Queste due date, inoltre corrispondono rispettivamente alle festa della Cattedra di san Pietro a Roma (18 gennaio) e alla festa della Cattedra di san Pietro ad Antiochia (22 febbraio).
Il colore liturgico di questo tempo liturgico è il violaceo. L'altare è spogliato dai fiori e non si canta la dossologia maggiore domenicale (Gloria), né l'Alleluia come acclamazione al Vangelo, che è sostituito dal tratto, tipico dei tempi penitenziali. Il diacono e suddiacono, nel caso di una messa solenne, possono ancora indossare rispettivamente la tunicella e la dalmatica, che non saranno più utilizzate a partire dal mercoledì delle ceneri.
Con la riforma liturgica di Paolo VI, il tempo di settuagesima ha lasciato il posto al tempo ordinario.

## Storia

### Origini della Quinquagesima
I tentativi di prolungare la quaresima, che in origine durava sei settimane per portare i giorni di digiuno effettivo a quaranta, ebbero inizio nella seconda metà del V secolo. In due distinti sermoni di san Massimo di Torino troviamo prima rigettata (451) e poi approvata (465) l'usanza di anticipare la quaresima di una settimana, che in quell'epoca si stava diffondendo.
Questo perché l'uso orientale considerava festivi ed esenti dal digiuno quaresimale il sabato e la domenica, quindi per compiere la sacra quarantena digiunale nella settimana di settuagesima si eliminava l'uso di carne e in quella di sessagesima l'uso di latticini; nel lunedì di quinquagesima iniziava il digiuno quaresimale vero e proprio.
Nel VI secolo san Cesario di Arles prescrive alle vergini di iniziare il digiuno una settimana prima dell'inizio della quaresima, segnando l'inizio della quinquagesima. Tuttavia alcuni concili francesi dell'inizio del VI secolo, e precisamente i due concili di Orléans (rispettivamente il I del 511 e il IV del 541), condannarono la pratica della quinquagesima, per salvaguardare l'unità dei costumi.
Un'ulteriore menzione, datata intorno al 520, della domenica di Quinquagesima la si ha nel Liber pontificalis. L'autore infatti segnala l'usanza, definita comunque poco in uso, di anticipare la quaresima di una settimana.

### Origini della Sessagesima
Nel 542 san Cesario nella sua regola per i monaci prescrisse loro l'anticipo del digiuno a partire da due domeniche prima dell'inizio della quaresima.
Sempre nel già citato concilio d'Orléans del 541, si vietò l'uso di anticipare di due domeniche la quaresima e il digiuno, confermando comunque che una simile pratica era in uso in certe comunità.

### Origini della Settuagesima
Solo verso la fine del VI secolo o l'inizio del VII si parla a Roma di Sessagesima e Settuagesima, citata questa per la prima volta nelle omelie di san Gregorio Magno. Queste usanze da Roma si diffusero dapprima nell'Italia settentrionale e poi in tutta Europa, grazie soprattutto alla dinastia carolingia. In Inghilterra giunsero alla fine del VII secolo, in Irlanda dopo il IX secolo. Pare che inizialmente la prima settimana di Settuagesima non fosse un periodo di digiuno, che era limitato alle altre due settimane e si estese alla prima solo nel IX secolo. 
Sempre all'inizio del IX secolo è attestata la prima differenziazione liturgica, con la sospensione del Gloria e dell'Alleluia. Secondo alcuni fu papa Gregorio VII nella prima metà dell'XI secolo a sancire universalmente quest'uso liturgico.

## Analogia con il rito bizantino
Nel rito bizantino la quaresima è preceduta da tre domeniche di preparazione, in cui viene proposto il tema penitenziale.
Nel dettaglio si tratta della domenica del pubblicano e del fariseo (Luca 18,10-14), della domenica del figliol prodigo (Luca 15,11-32) e della domenica del giudizio universale (Matteo 25,31-46).